# Golina (Masyw Śnieżnika)
Golina (niem. Kahle-Berg, 544 m n.p.m.) - szczyt w południowo-zachodniej Polsce, w Sudetach Wschodnich, w Masywie Śnieżnika - Krowiarkach.

## Położenie
Szczyt położony w Sudetach Wschodnich, w północno-zachodnim ramieniu Masywu Śnieżnika, w północno-zachodniej części Krowiarek, w północno-zachodniej części masywu Żelaznych Gór. Leży w bocznym ramieniu, odchodzącym od bezimiennej koty) 544 m n.p.m. na północ, poprzez którą łączy się z Żeleźniakiem, najwyższym wzniesieniem masywu. Ramię to kończy się wzniesieniem Ostróg. Na zachód od Goliny leżą Piotrowice Dolne a na wschód - Piotrowice Górne.

## Budowa geologiczna
Szczyt zbudowany jest ze skał metamorficznych, należących do metamorfiku Lądka i Śnieżnika i powstałych w neoproterozoiku lub starszym paleozoiku, przede wszystkim z łupków łyszczykowych z wkładkami łupków łyszczykowych z granatami, wapieni krystalicznych (marmurów kalcytowych i dolomitowych), amfibolitów serii strońskiej.

## Roślinność
Cała góra pokryta jest polami i łąkami z niewielkimi zagajnikami na szczycie i zboczach.

## Turystyka
Szlaki turystyczne
- czarny - z Bystrzycy Kłodzkiej do Ołdrzychowic biegnie na południe szczytu do Piotrowic Górnych, gdzie skręca na północ, w stronę Romanowa, obchodząc od wschodu wzniesienie.